# Poznańs fästning

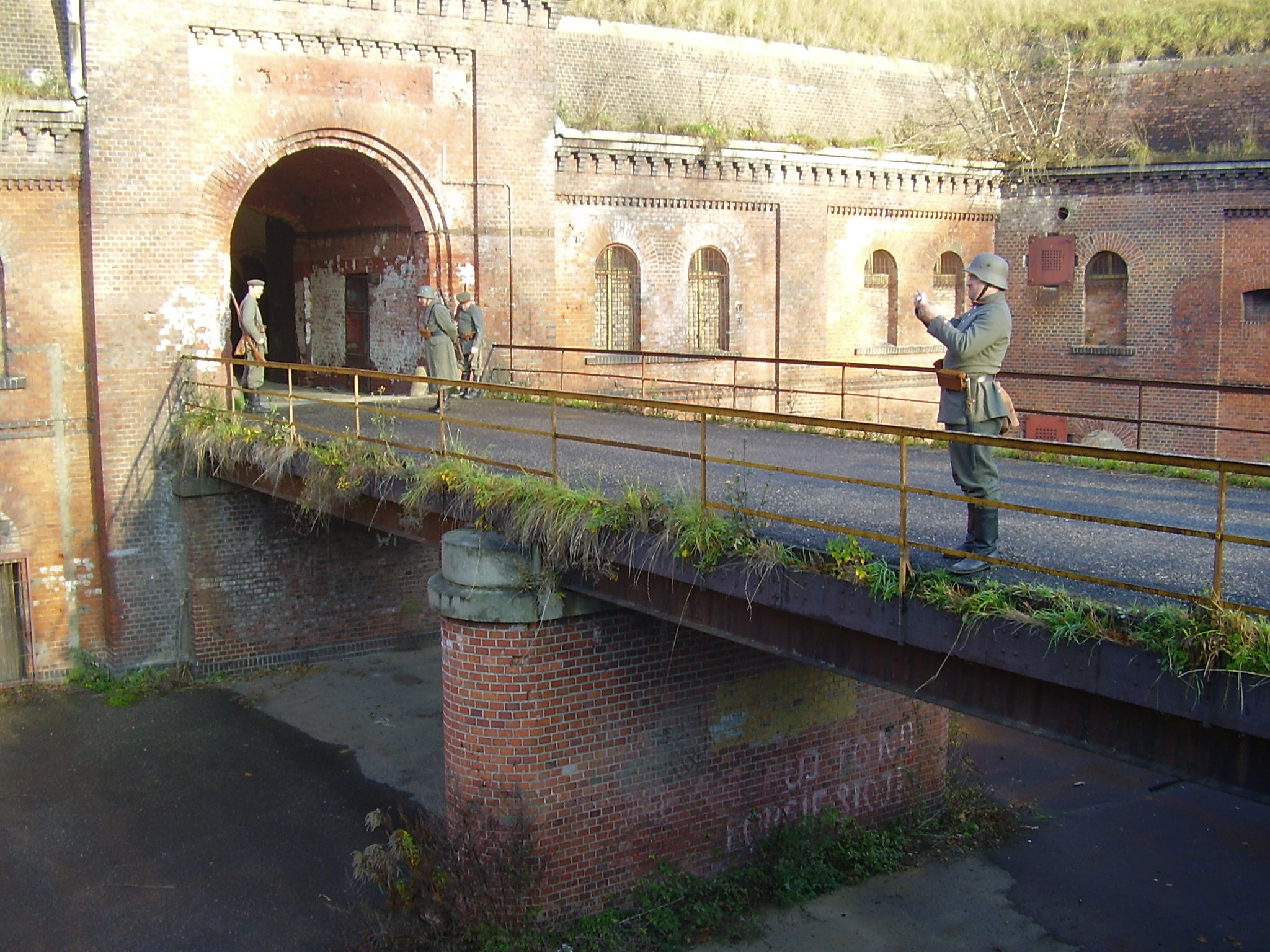
Fort VI.

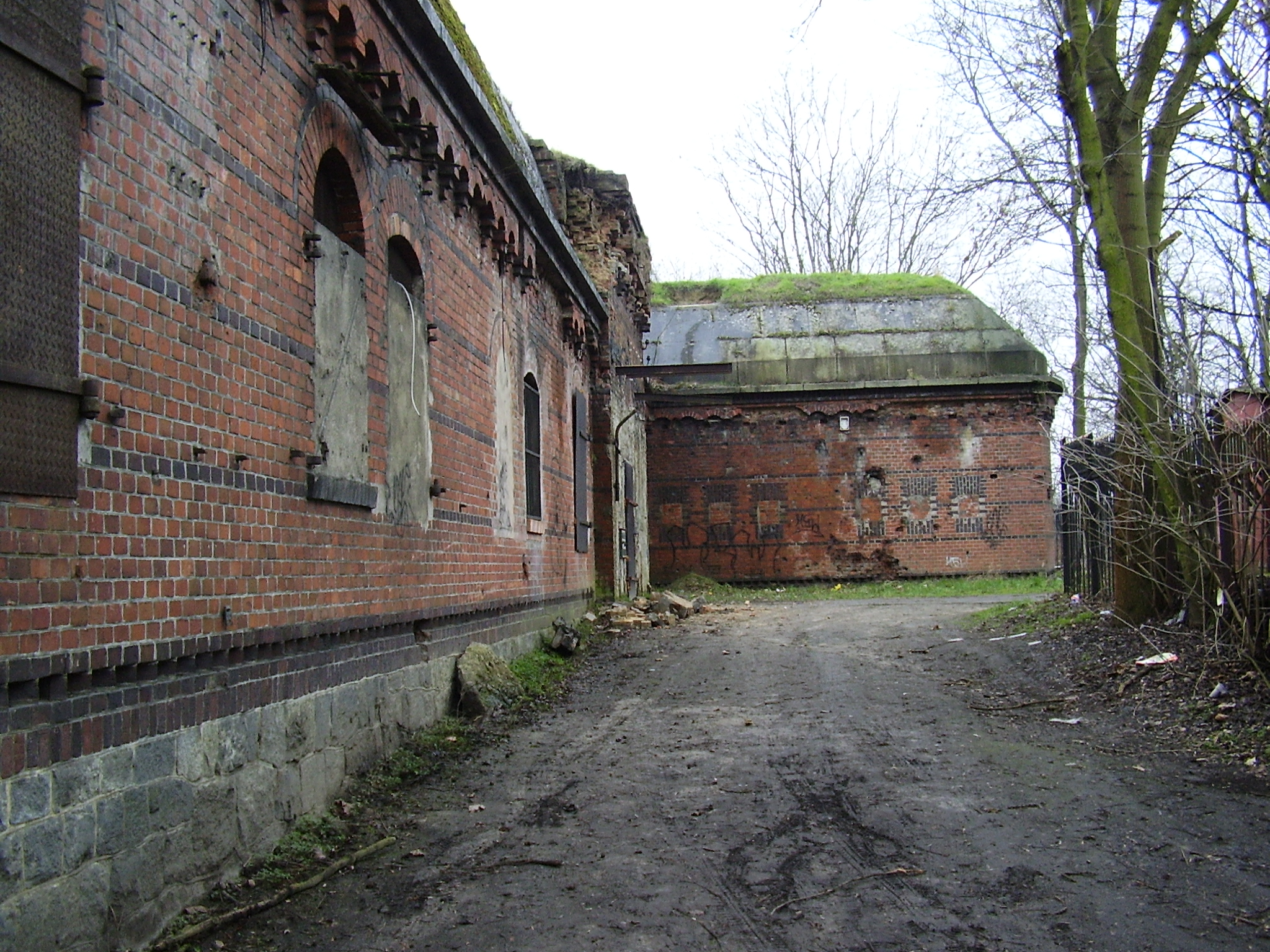
Fort IXa.

Poznańs fästning (polska: Twierdza Poznań, tyska: Festung Posen) är en uppsättning befästningar i staden Poznań (Polen). Den uppfördes kring förra sekelskiftet och är den tredje största i sitt slag i Europa.
Efter andra världskriget sågs Fort Winiary som ett preussiskt monument, och så småningom revs fortet. För närvarande finns det en stor offentlig park som heter Cytadela Park där några rester av den gamla befästningen fortfarande kan ses. I parkområdet finns också två militärmuseer: "Poznań"-armé och Museum of Armaments.

## Historia
Fästningen uppfördes under 1800-talet och det tidiga 1900-talet; det var det största fortet i Europa vid den tiden. 
Det första fortet som byggdes var det viktigaste, det citadell som hette Fort Winiary och placerat på Winiary-kullen. 
1902 samtyckte kejsar Vilhelm II till rivningen av befästningarna i utkanten av Poznań, förutom citadellet. Hans beslut föranleddes av det faktum att denna typ av befästning vid den tiden inte var särskilt användbar ur militär synvinkel. Dessutom var hans avsikt att förvandla Poznań till en residensstad.

### Under mellankrigstiden
Under mellankrigstiden var polska arméenheter stationerade på fortet. Armén använde den smalspåriga järnvägen, 17,4 km lång, som förbinder citadellet med träningslägret i Biedrusko. Fortet hade också en fungerande sändare från den lokala polska radiostationen (sedan 1934).

### Under andra världskriget
Sedan Wehrmacht hade erövrat både staden Pozńan och fortet under andra världskriget (den 10 september 1939) användes det av nazisterna som fängelse för krigsfångar - först de polska (t.ex. brigadgeneral Roman Abraham), sedan de brittiska och ryska fångarna. Den sydvästra delen av vallgraven användes som en experimentell skjutbana för Deutschen Waffen- und Munitionsfabriken AG.
I Poznańs fästning och på den omgivande landsbygden fanns även ett stort koncentrationsläger. I Fort VII dog upp till 20 000 polacker.
Befästningarna utgjorde under en månad i slutfasen av andra världskriget del av de nazityska försvarslinjerna under Poznańs belägring av Röda armén, innan staden intogs 23 februari 1945. Detta var den första och, som det senare visade sig, den enda krigsepisoden i fästningens historia.